# 蓬塔雷納斯縣

蓬塔雷納斯縣在蓬塔雷納斯省的位置，包含科科島

蓬塔雷納斯縣（西班牙語：Cantón de Puntarenas），是哥斯達黎加蓬塔雷納斯省的縣份，位於該國西部，首府設於蓬塔雷納斯，始建於1862年11月4日，面積1,842.33平方公里，海拔高度3米，2011年人口115,009人，人口密度每平方公里62.43人。
9°56′55″N 84°58′24″W / 9.94861°N 84.97333°W